# 일남군
일남군(日南郡)은 중국의 옛 군이다. 현재의 베트남 응에안성에 설치되었으며, 한나라에서 당나라에 걸쳐 간헐적으로 설치되었다.
한나라 당시 한나라 영토 최남단이었다.

## 전한
교지자사부에 속했다. 작은 강이 16개 있어 함께 3180리를 간다. 원시 2년(2년)의 인구조사에 따르면 15,460호, 69,485명이 있었다. 아래의 속현 목록은 《한서》지리지의 내용이다. 원연·수화 연간(기원전 8년 무렵)의 현황으로 여겨지며, 총 5현이다. 치소는 주오현, 서권현 두 설이 있다.
| 현명   | 한자   | 대략적 위치                | 비고                                                      |
| ------ | ------ | -------------------------- | --------------------------------------------------------- |
| 주오현 | 朱吾縣 | 베트남 꽝빈 성 경내        |                                                           |
| 비경현 | 比景縣 | 베트남 꽝빈 성 경내        |                                                           |
| 노용현 | 盧容縣 | 베트남 후에 북             |                                                           |
| 서권현 | 西捲縣 | 베트남 꽝찌 성 동하        | 강이 바다로 들어가고, 대나무가 있어 지팡이를 만들 만하다. |
| 상림현 | 象林縣 | 베트남 꽝남 성 호이안 남서 |                                                           |

## 신
다음 현의 이름을 고쳤다.
| 전한 | 신             |
| ---- | -------------- |
| 서권 | 일남정(日南亭) |

## 후한
낙양에서 남으로 30,400리 거리에 있다. 5성 18,263호 100,676명을 거느렸다. 후한말 상림현에서 토착민들이 현령을 죽이는 반란을 일으키고 일남군 일대에 참파를 세우면서 행정력을 크게 상실하였다. 43년 쯩 자매가 반란을 일으키자 이를 마원이 내려가서 진압했다.
| 현명(한자) | 현명(한글) | 대략적 위치 | 비고                       |
| ---------- | ---------- | ----------- | -------------------------- |
| 西卷縣     | 서권현     | 변화없음    | 전한대 서권현(西捲縣)이다. |
| 朱吾縣     | 주오현     | 변화없음    |                            |
| 盧容縣     | 노용현     | 변화없음    |                            |
| 象林縣     | 상림현     | 변화없음    |                            |
| 比景縣     | 비경현     | 변화없음    |                            |

## 육조

### 손오
이때부터 육조시대에는 참파가 일남군 지역에서 크게 세력을 행사하고 있었기에 타지에 옮겨져서 설치된 것으로 보인다.
일남이 속해있는 교주는 사섭의 통치를 받았지만 실제로는 사섭이 손오의 지배를 받고 있었으므로 최종 군주는 손권이었다.
이 곳에서 곽마가 반란을 일으키자 손호는 지레 겁을 먹고 사마염에게 바로 항복하여 손오는 멸망했다.

### 서진
282년(태강 3년), 참파에게서 군역을 수복해 재설치되었다. 5현임에도 불구하고 600호를 다스리는 매우 작은 군이 되었다.
| 현명(한자) | 현명(한글) | 대략적 위치 | 비고                                                                                        |
| ---------- | ---------- | ----------- | ------------------------------------------------------------------------------------------- |
| 象林縣     | 상림현     | 미상        | 가장 남쪽에 있다. 현 남쪽에 4개의 국가가 존재한다. 동주(銅柱)가 있다. 금을 세금으로 바친다. |
| 盧容縣     | 노용현     | 미상        | 상군의 치소였다.                                                                            |
| 朱吾縣     | 주오현     | 미상        |                                                                                             |
| 西卷縣     | 서권현     | 미상        |                                                                                             |
| 比景縣     | 비경현     | 미상        |                                                                                             |
| 壽泠縣     | 수령현     | 미상        | 289년(태강 10년) 서권현에서 신설되었다.                                                     |
| 無勞縣     | 무로현     | 미상        | 사마염치세에 비경현에서 신설되었다.                                                         |

### 유송, 남제
서진대에 기존 5현과 신설된 2현을 그대로 유지해 7현 402호를 거느렸다. 영현은 제에서 변화가 없었다.
| 현명   | 직위 | 비고 |
| ------ | ---- | ---- |
| 서권현 | 현령 |      |
| 노용현 | 현령 |      |
| 상림현 | 현령 |      |
| 수령현 | 현령 |      |
| 주오현 | 현령 |      |
| 무로현 | 현장 |      |
| 비경현 | 현장 |      |

### 남량, 남진
남량에서 덕주로 소속을 바꾸었다.

## 수
598년(개황 18년) 주현제를 시행했을 때는 환주(驩州)라 칭하였다. 605년(대업 원년) 참파를 정벌한 이후 군역을 수복했다.
8현 9,915호를 거느렸다.

## 태수

### 전한
- 등밀(鄧宓, 무제 말기?)

### 후한
- 이선(명제 시기)
- 사사(士賜, 환제 시기)
- 우국(虞國, 후한 말기)
- 우흠(虞欽, 후한 말기?)

### 동오
- 황개(黃蓋, 대제 시기)

## 같이 보기
- 남반구